# Perdidos en París
Perdidos en París (original: Paris pieds nus) es el nombre de una película franco-belga de comedia escrita, dirigida y coproducida por Dominique Abel y Fiona Gordon en 2016.

## Sinopsis
Fiona, un bibliotecaria de Canadá, llega a París para ayudar a su anciana tía Martha amenazada de ser internada en una residencia de ancianos. Fiona pierde su equipaje y además descubre que Martha ha desaparecido. Este es el comienzo de una cadena de desastres que le harán cruzarse en el camino de Dom, egoísta y presumido que le amargará la vida.

## Reparto
- Fiona Gordon como Fiona.
- Emmy Boissard Paumelle como Fiona de niña.
- Dominique Abel como Dom.
- Emmanuelle Riva como Martha.
- Céline Laurentie como Martha de joven.
- Pierre Richard como Duncan.
- Charlotte Dubery
- Frédéric Meert como Bob.
- Philippe Martz como Martin.
- Isabelle de Hertogh
- Olivier Parenty

## Reconocimiento
| Premios de entrega / Festival de cine | Categoría              | Nominado/a        | Resultado |
| ------------------------------------- | ---------------------- | ----------------- | --------- |
| Festival de Denver                    | Premio Rare Pearl      | Perdidos en París | Ganadora  |
| Premios Magritte                      | Mejor película         | Perdidos en París | Pendiente |
| Premios Magritte                      | Mejor Actriz           | Fiona Gordon      | Pendiente |
| Premios Magritte                      | Mejor Montaje          | Sandrine Deegen   | Pendiente |
| Mill Valley Film Festival             | Premio de la Audiencia | Perdidos en Paris | Ganadora  |